# 904 Rockefellia
904 Rockefellia је астероид главног астероидног појаса са пречником од приближно 58,75 .
Афел астероида је на удаљености од 3,264 астрономских јединица (АЈ) од Сунца, а перихел на 2,715 АЈ. 
Ексцентрицитет орбите износи 0,091, инклинација (нагиб) орбите у односу на раван еклиптике 15,176 степени, а орбитални период износи 1888,286 дана (5,169 година). 
Апсолутна магнитуда астероида је 9,90 а геометријски албедо 0,056.
Астероид је откривен 29. октобра 1918. године.